# Iranska revolucija
Iranska revolucija (perz. انقلاب اسلامی, poznata i kao Islamska revolucija u Iranu) odnosi se na nagle i nasilne političke promjene u Iranu između 1977. i 1979. godine koji su preobrazile zemlju iz prozapadne monarhije pod vodstvom M. Reze Pahlavija u Islamsku republiku čiji je vrhovni autoritet postao Imam Homeini, odnosno institucija Vrhovnog vođe Irana.

## Kontekst
Nakon školovanja u Švicarskoj, šah Mohammed Reza Pahlavi preuzeo je iransko prijestolje 1941. godine. Sredinom pedesetih godina 20. stoljeća, Iran je bio država bogata naftom, ali i značajna regionalna vojna sila.

## Bijela revolucija
Početkom šezdesetih, šah je pokrenuo program ambicioznih gospodarskih reformi pod imenom Bijela revolucija zbog kojih je Iran između 1960-ih i 1980-ih ostvario značajan gospodarski rast, za što su se, između ostalog koristila sredstva dobivena od prodaje nafte. Reforme su bile usmjerene na modernizaciju poljoprivrede, sekularizaciju zemlje, izjednačavanje prava glasa kod muškaraca i žena itd. U zemlju je sve više počela dolaziti zapadnjačka kultura poput filmova, pornografskih časopisa i odjeće. Šah je također počeo raditi na pretvaranju Irana u nuklearnu silu. S druge, pak strane, šahov autoritarni režim vlast u zemlji održavao je pomoću beskompromisne tajne policije SAVAK i Sjedinjenih Američkih Država. Unatoč reformama, sve veća društvena nejednakost u zemlji i korumpiranost režimskog aparata ubrzo je počela generirati nezadovoljstva u društvu.

### Imam Homeini
Jedan od najistaknutijih kritičara šahova režima bio je klerik Imam Homeini, predstavnik tradicionalnih slojeva društva, kojemu je osobito smetalo davanje glasa ženama i suradnja s Izraelom. Zbog svojih kritika Imam Homeini je završio u zatvoru odakle je prognan u Tursku i Irak. Ondje je još žešće nastavio kritizirati šaha nazivajući ga: "židovskim agentom i američkom zmijom". Nakon što ga je Sadam Hussein dao izbaciti iz Iraka, Homeini se smjestio u Francuskoj.

## Promjena režima
Nakon što su jedne novine objavile članak u kojem je napadnut Imam Homeini, u Teheranu su počeli prosvjedi protiv šaha na koje su policija i vojska odgovorili pucanjem po prosvjednicima što je izazvalo još veće prosvjede. SAD je tražio od šaha da probleme u državi riješi tako da prosvjede prvo na silu uguši, a zatim provede reforme koje bi trebale udovoljiti zahtjevima prosvjednika. Imam Homeini je dao upute revolucionarima da vojnicima dijele cvijeće (dok ovi pucaju po njima) zbog čega su mladi ročnici iz vojske počeli masovno dezertirati. Šah je bio neodlučan dok su prosvjedi kontinuirano rasli pa je u siječnju 1979. godine Pahlavi zajedno sa svojom suprugom Farah odlučio otići iz zemlje, a vođenje vlade ostavio je ministru Shapouru Bakhtiaru. Nekoliko tjedana kasnije, Imam Homeini se iz Pariza vratio u Teheran gdje su ga dočekali milijuni ljudi. 
Sljedbenici Imama Homeinija tada su počeli napadati policijske stanice i vojarne i prikupljati sve više oružja. Monarhija je službeno okončana 11. veljače 1979. kada je iranska vojska (ranije vjerna Pahlaviju) proglasila neutralnost. Šahov premijer Bakhtiar je uskoro također pobjegao iz zemlje a ljudi iz krugova bliskih šahu su pogubljeni. Sama revolucija je završila 1. travnja kada je nakon referenduma pobjedom od 98,2% proglašena Islamska Republika Iran. Novi ustav donesen je u prosincu iste godine, a u njemu su bili stopljeni elementi republike i teokracije. U novom političkom sustavu, iako postoje institucije predsjednika i parlamenta, vrhovni vođa Irana postala je osoba s najvećim političkim i vjerskim autoritetom u državi; odnosno institucija koja nadgleda šefove pravosuđa, postavlja vrhovne vojne zapovjednike, postavlja šefove televizije, odobrava kandidature za predsjednika i ima pravo veta na odluke parlamenta.

## Talačka kriza američkog diplomatskog osoblja
Nedugo nakon što je napustio Iran, šah je javno objavio da boluje od raka. U egzilu je neko vrijeme proveo u Egiptu, ali je u konačnici zatražio azil u SAD-u kako bi se ondje mogao liječiti, što mu je odobreno. Nove iranske vlasti su, međutim, tražile od SAD izručenje šaha u čemu su Amerikanci otezali. Kako bi povećala pritisak na SAD, na valu antiamerikanizma koji je zahvatio zemlju, gomila revolucionarnih studenata provalila je u američko veleposlanstvo u Teheranu i zarobila američke diplomate i marince koji su ondje radili. S taocima je potom svakodnevno paradirano na televiziji, što je izazvalo zgražanje u SAD-u i dodatno povećalo pritisak na predsjednika Cartera kojeg je republikanska oporba ionako konstantno optuživala za mlaku politiku prema Sovjetima. 

### Operacija Orlova kandža
Kako bi razriješio neugodnu situaciju s taocima, Jimmy Carter je odobrio pokretanje Operacije Orlova Kandža. Idejni koncept zamišljao je da američke specijalne snage Delta Force u osam helikoptera budu prebačene s nosača zrakoplova USS Nimitz u Perzijskom zaljevu do Teherana, gdje su trebali spasiti taoce. Zbog velike udaljenosti koje su helikopteri trebali preletjeti, plan je predviđao slijetanje u pustinji radi tankiranja. Jednom kada je operacija pokrenuta, američki helikopteri uletili su u pustnjsku oluju zbog koje je dio helikoptera bio oštećen. Kada je ostatak doletio do predviđenog mjesta za dotankiravanje, jedan od helikoptera se sudario s tankerima EC-130, pa je u eksploziji poginulo osam vojnika i pilota. Zbog takvih okolnosti, operacija je prekinuta a predsjednik Carter doživio je značajno političko poniženje.

### Oslobađanje taoca
Nakon što je Carter izgubio izbore od Reagana, te 444 dana nakon inicijalnog zarobljavanja, američki taoci su otpušteni, a Iranci su ih preko Alžira prebacili u Zapadnu Njemačku.  

## Posljedice
Revolucija je bila jedinstvena po iznenađenju koje je proizvela u svijetu jer je nedostajala većina uobičajenih čimbenika revolucije kao što su poraz u ratu, gospodarska kriza, pobuna seljaka ili nezadovoljna vojska. Do promjena je došlo velikom brzinom i zbačen je režim za kojeg se smatralo da ga čvrsto čuva bogato financirana vojska i obavještajne službe. 
- Nakon revolucije Iran se našao u jedinstvenoj situaciji s obzirom na to da je zauzeo oštar stav protiv obje hladnoratovske supersile.
- Irački lider Saddam Hussein je, pak, u kaosu koji je uzrokovala revolucija vidio priliku da Iranu vojnim putem preotme naftom bogatu pokrajinu Huzestan, zbog čega je uz američku potporu krenuo u Iransko-irački rat.

## Vanjske poveznice
- (perz.)(engl.)(arap.)(tal.)(njem.)(fr.)(jap.)(šp.)(port.)(rus.)(tur.)(kin.) Library of Iran Revolution[neaktivna poveznica]

Wikimedijski zajednički poslužitelj:
|  | Zajednički poslužitelj ima još gradiva o temi Iranska revolucija |